# شنندوا شورز (ویرجینیا)
شنندوا شورز (به انگلیسی: Shenandoah Shores) یک منطقهٔ مسکونی در ایالات متحده آمریکا است که در شهرستان وارن، ویرجینیا واقع شده‌است. شنندوا شورز ۹۳۴ نفر جمعیت دارد.